# Stretto di Bass
Lo stretto di Bass è un braccio di mare che separa l'Australia meridionale dalla Tasmania. Il primo europeo ad attraversarlo fu Matthew Flinders, nel 1798; l'esploratore lo chiamò così in onore del medico di bordo della sua nave, il dottor George Bass.

## Geografia
Largo circa 240 chilometri nel suo punto più stretto e in genere profondo solo 50 metri, lo stretto di Bass era quasi totalmente asciutto durante l'ultima era glaciale. Come la maggior parte delle acque che circondando la Tasmania, soprattutto a causa della sua scarsa profondità, è notoriamente molto agitato, tanto che numerose navi affondarono qui o si frantumarono sulla costa durante il diciannovesimo secolo. Solo nel 1859 fu costruito un faro, il Wilsons Promontory Lighthouse, che aiutò i naviganti a mantenere la giusta rotta, e ad evitare le pericolose coste.
Nel braccio di mare sono disseminate oltre cinquanta isole. Le principali sono King, Flinders, Cape Barren e Hunter.

## Trasporti
Molto sviluppati in quest'area sono i trasporti. Il modo più veloce per attraversare il mare è via aria, con numerose compagnie aeree che collegano i principali aeroporti della Tasmania con l'Australia. Esiste anche un traghetto, che collega Melbourne con Devonport.

## Attività economiche
Sotto il profilo economico, importante la presenza di numerosi gasdotti e oleodotti. Dal 2006 un elettrodotto sottomarino a corrente continua attraversa lo stretto collegando la rete elettrica dello stato di Victoria con quella della Tasmania.